# Sor Tadea de San Joaquín
Tadea Genoveva García de la Huerta Rosales, más conocida como Sor Tadea de San Joaquín (Santiago de Chile, 1754-1827), fue una religiosa y escritora colonial chilena que cultivó el género poético.
Tomó el hábito de religiosa el 24 de octubre de 1770 en el Monasterio de carmelitas de San Rafael, conocido popularmente como monasterio del Carmen Bajo. Su trabajo se enmarca en la labor literaria llevada a cabo por las monjas de los conventos chilenos durante el período colonial y hasta el siglo XIX, quienes se caracterizaron por escribir cartas espirituales, diarios, autobiografías y epistolarios. De esta manera destacaron Sor Tadea de San Joaquín, Úrsula Suárez y Sor Josefa de los Dolores.
Su romance titulado Relación de la inundación que hizo el río Mapocho de la ciudad de Santiago de Chile, en el Monasterio de Carmelitas, Titular de San Rafael, el día 16 de julio de 1783, es la primera publicación poética de una mujer en Chile de que se tiene registro, por lo que se la considera como la primera literata femenina chilena. Este romance se publicó en Lima a fines de 1783 o a comienzos de 1784 de manera anónima, y sólo en 1850 se le atribuyó a su verdadera autora.En 2008 ha sido descubierta una versión manuscrita del poema fechada en el siglo XVIII y conservada en el Archivo Central Andrés Bello de la Universidad de Chile. Recientemente ha sido publicada una edición crítica del romance de sor Tadea hecha a partir del referido manuscrito, cuyo texto se ha cotejado con todas las versiones impresas existentes del poema; la edición estuvo a cargo de Miguel Donoso Rodríguez y cuenta con un estudio histórico sobre la Orden del Carmelo de Alexandrine de La Taille-Trétinville.